# Der Splitter im Auge Gottes
Der Science-Fiction-Roman Der Splitter im Auge Gottes (eng. Originaltitel: The Mote in God’s Eye) von Larry Niven und Jerry Pournelle handelt vom ersten Kontakt einer zukünftigen menschlichen Zivilisation mit einer außerirdischen Rasse. Er erschien erstmals im Jahr 1974. Die deutsche Erstausgabe wurde 1977 veröffentlicht.

## Handlung
In ferner Zukunft: Die menschliche Rasse hat einen Teil der Galaxis besiedelt, hat Großreiche gegründet, die wieder zerfielen, hat Bürgerkriege ausgefochten und neue Imperien aufgebaut, ist in interstellares Neuland vorgedrungen – auf eine andere intelligente Rasse ist sie nie gestoßen. Da naht aus dem Bereich des Kohlensack-Nebels, aus einem System, dessen Zentralgestirn „Splitter im Auge Gottes“ genannt wird, ein rätselhaftes Flugobjekt – eine Sonde, die von einem Lichtsegel angetrieben wird. Ein Schiff der Raumflotte fängt das Objekt ab, bevor es in eine Sonne stürzt. Das seltsame Lebewesen, das sich an Bord befindet, kommt bei dem riskanten Bergungsmanöver ums Leben. Es war der Abgesandte einer völlig andersartigen, offensichtlich uralten und technologisch hochentwickelten Rasse. Hatte er die Möglichkeit, vor seinem Tod eine Botschaft an seine Heimatwelt abzusetzen? Hat er die Begegnung mit den Menschen als Angriff auf sich und sein Schiff interpretiert? Es gibt nur eine Möglichkeit, der potentiellen Gefahr zu begegnen und guten Willen zu beweisen: das Heimatsystem der Fremden aufzusuchen. Ein Wettlauf mit der Zeit beginnt.
Der Splitter ist ein Werk über die Begegnung von Menschen mit einer anderen hochentwickelten Spezies. Niven und Pournelle haben dafür ein schlüssiges Universum generiert und sich weitgehend an die Erkenntnisse der Physik und Astronomie gehalten.
Der Nachfolgeroman Der Ring um das Auge Gottes (1993) vom selben Autorenteam kommt wieder auf den schon  im ersten Roman ausgetragenen ewigen Konflikt zwischen militärischen Sicherheitsgedanken und humanistischen Idealen zurück, wobei es diesmal die Aliens sind, die die Initiative ergreifen.
2011 erschien mit Outies eine weitere Fortsetzung, an der weder Niven noch Pournelle als Autoren beteiligt waren.

## Nominierungen
- Für den Nebula Award als bester Roman 1975.
- Für den Hugo Award als bester Roman 1975.